# Edwin Pagan
Edwin Pagan es un deportista puertorriqueño que compitió en taekwondo. Ganó una medalla de bronce en los Juegos Panamericanos de 1987 y una medalla de plata en el Campeonato Panamericano de Taekwondo de 1990.

## Palmarés internacional
| Juegos Panamericanos    | Juegos Panamericanos          | Juegos Panamericanos | Juegos Panamericanos |
| Año                     | Lugar                         | Medalla              | Categoría            |
| ----------------------- | ----------------------------- | -------------------- | -------------------- |
| 1987                    | Indianápolis (Estados Unidos) | Medalla de bronce    | –64 kg               |
| Campeonato Panamericano |                               |                      |                      |
| Año                     | Lugar                         | Medalla              | Categoría            |
| 1990                    | Bayamón (Puerto Rico)         | Medalla de plata     | –64 kg               |